# Parc national du Pelister
Le parc national du Pelister (en macédonien Национален парк "Пелистер") est l'un des trois parcs nationaux de la Macédoine du Nord. Le parc est situé dans le massif des monts Baba et couvre une superficie de 121,5 kilomètres carrés. L’altitude du parc varie entre 927 et 2 601 m d'altitude. 

## Étymologie
Le nom Pelister vient du grec περιστέρι (Peristeri) qui signifie Columbidae.

## Histoire
Le parc national du Pelister est fondé le 30 novembre 1948. La création du parc a été principalement motivée par la présence de forêts de pins de Macédoine, espèce endémique de la région.

## Description
Le parc national du Pelister fait 120 km2, dont 15 km2 sont strictement protégés. Il couvre une grande partie du mont Baba, qui culmine à 2 601 m au pic Pelister, qui lui a donné son nom. Il est situé à 15 kilomètres de la ville de Bitola.
Le parc est parcouru par de nombreux cours d'eau, qui se jettent dans le lac voisin de Prespa ou rejoignent le bassin versant de la mer Égée. Le parc compte aussi deux lacs glaciaires, appelés les « yeux du Pelister ». Le plus grand est à 2 218 m d'altitude, fait 162 mètres de large et 14,5 mètres de profondeur.
Le parc possède 29 % de la flore macédonienne, dont le pin de Macédoine espèce rare qui ne fut découverte qu'en 1839. Cet arbre ne pousse qu'entre 700 et 2 000 m d'altitude. Parmi les animaux qui vivent dans le parc on trouve l'ours brun, le loup, le cerf et le sanglier.
Le parc comprend une zone dédiée aux loisirs vaste de 42 kilomètres carrés et compte construire une station de sports d'hiver. Les visiteurs peuvent également trouver des villages datant de l'âge de bronze. La via Egnatia traverse le parc.

Champs de neige dans le parc
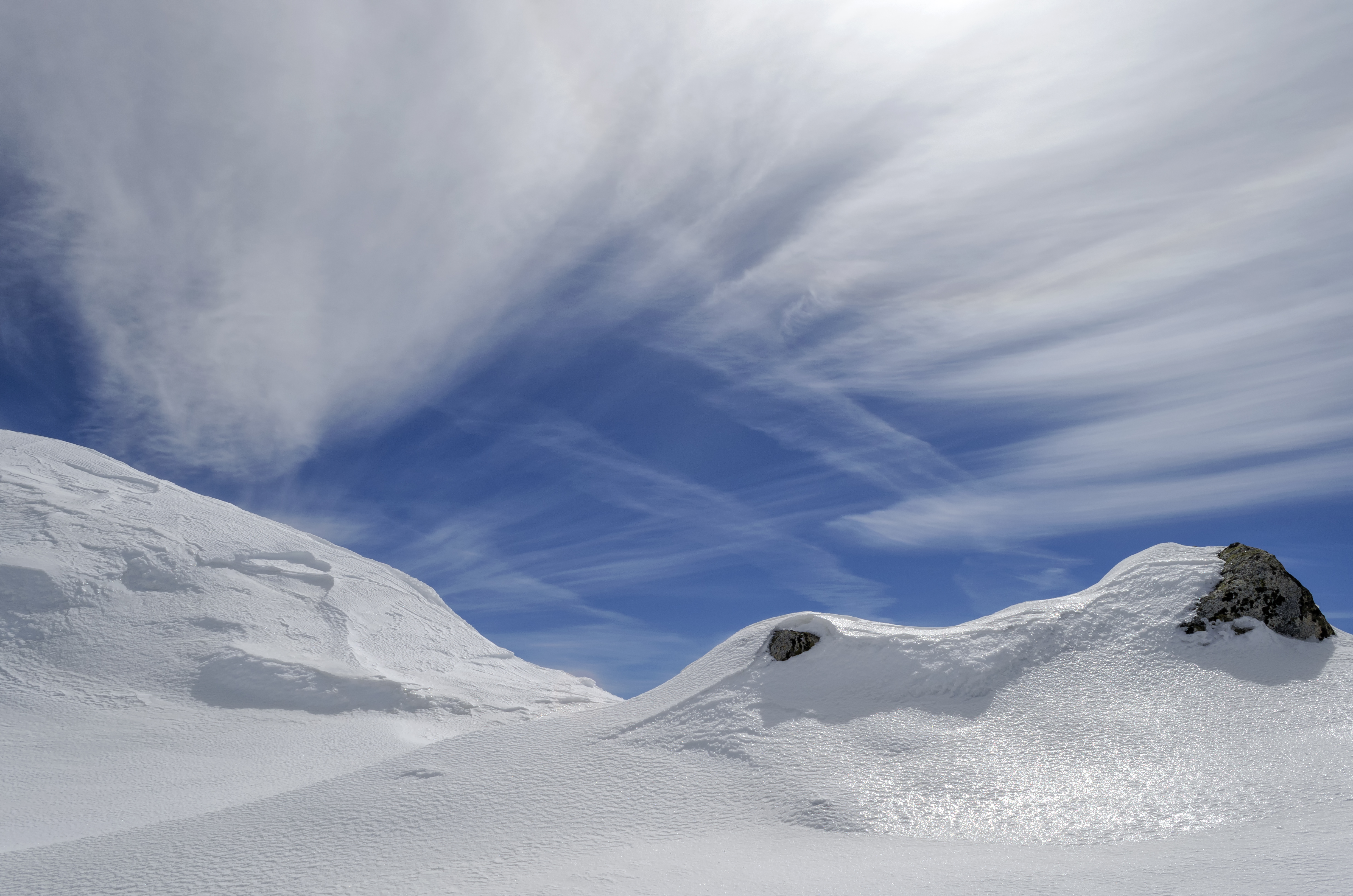
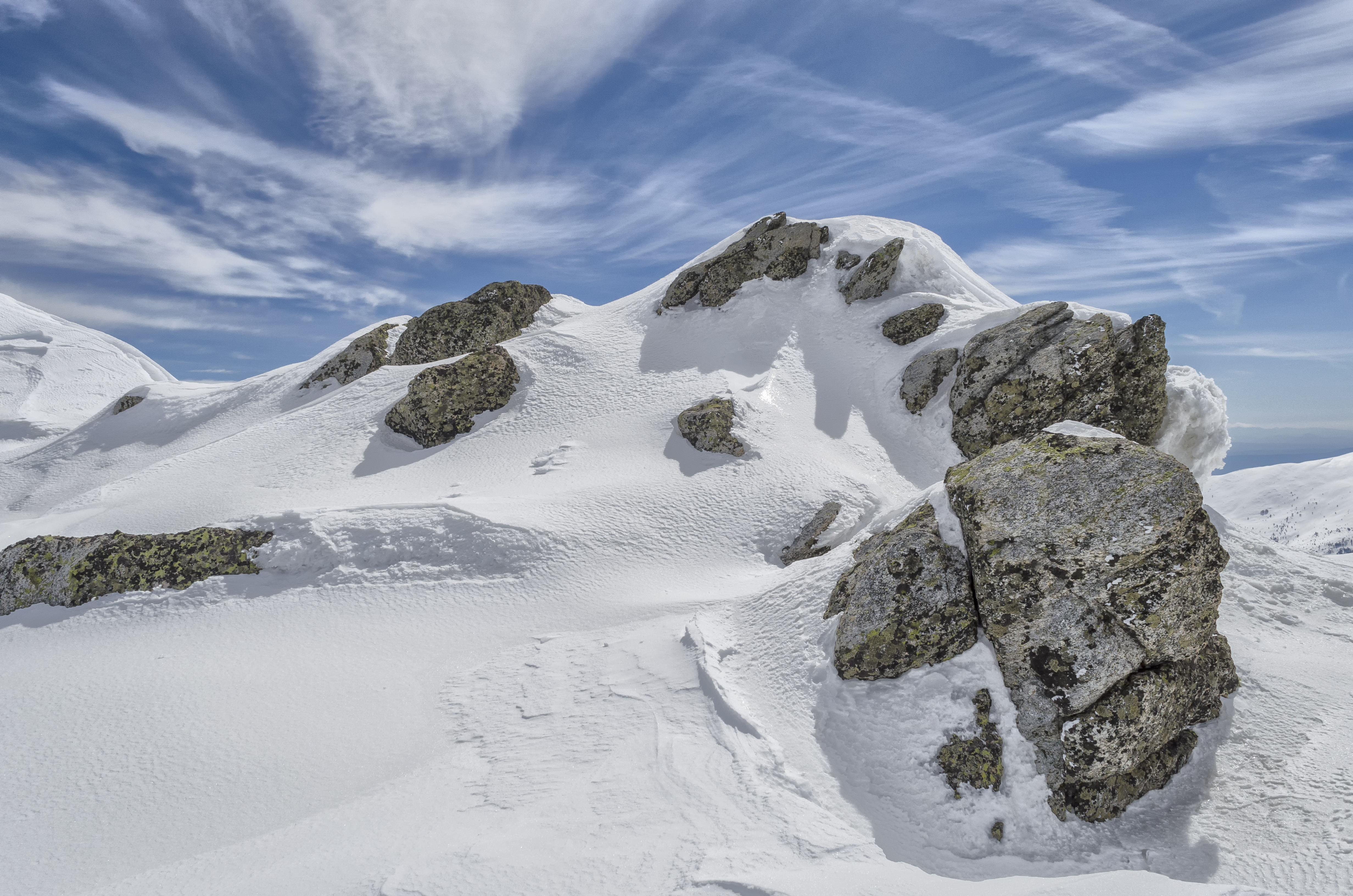
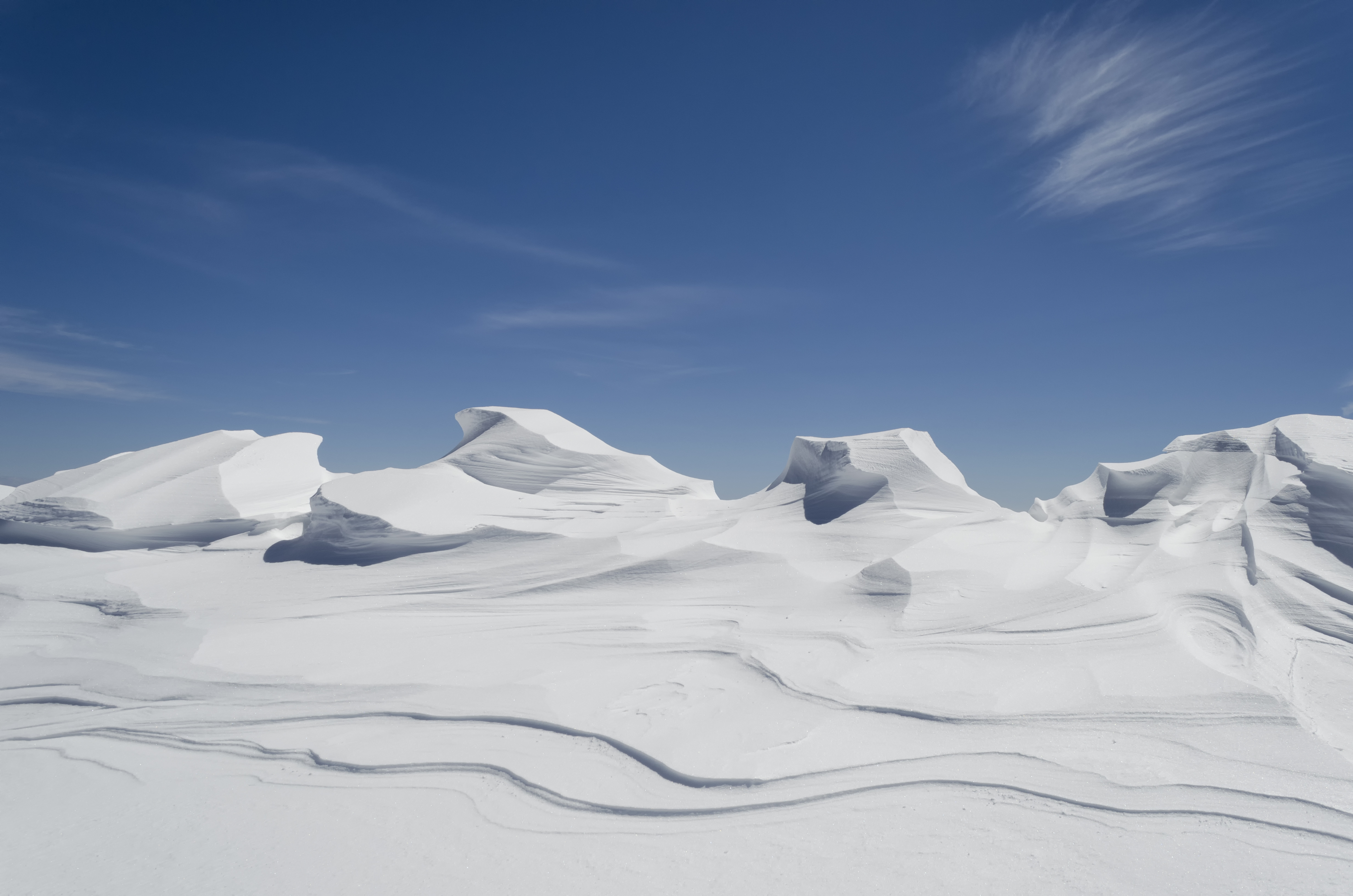

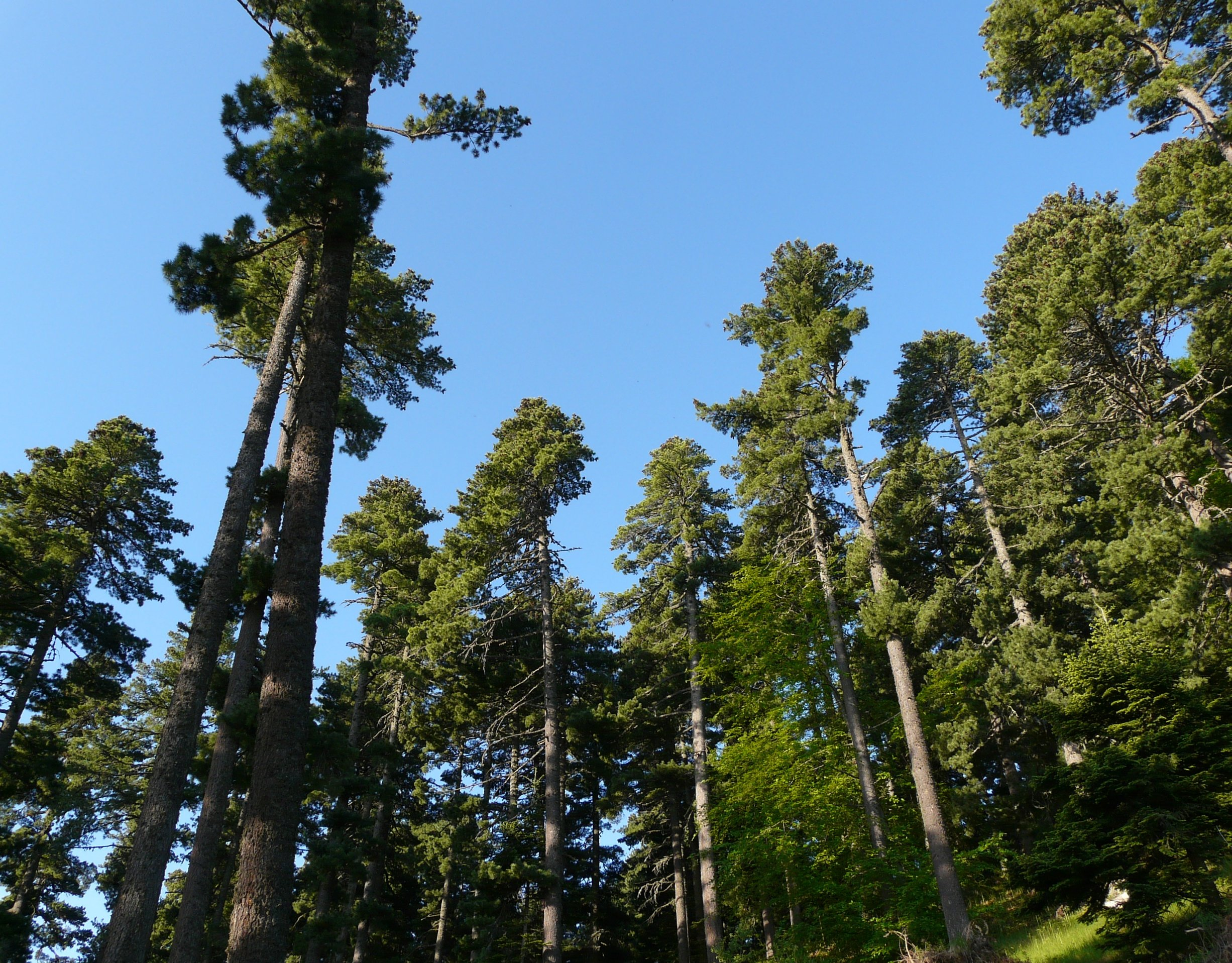
Forêt de pins de Macédoine
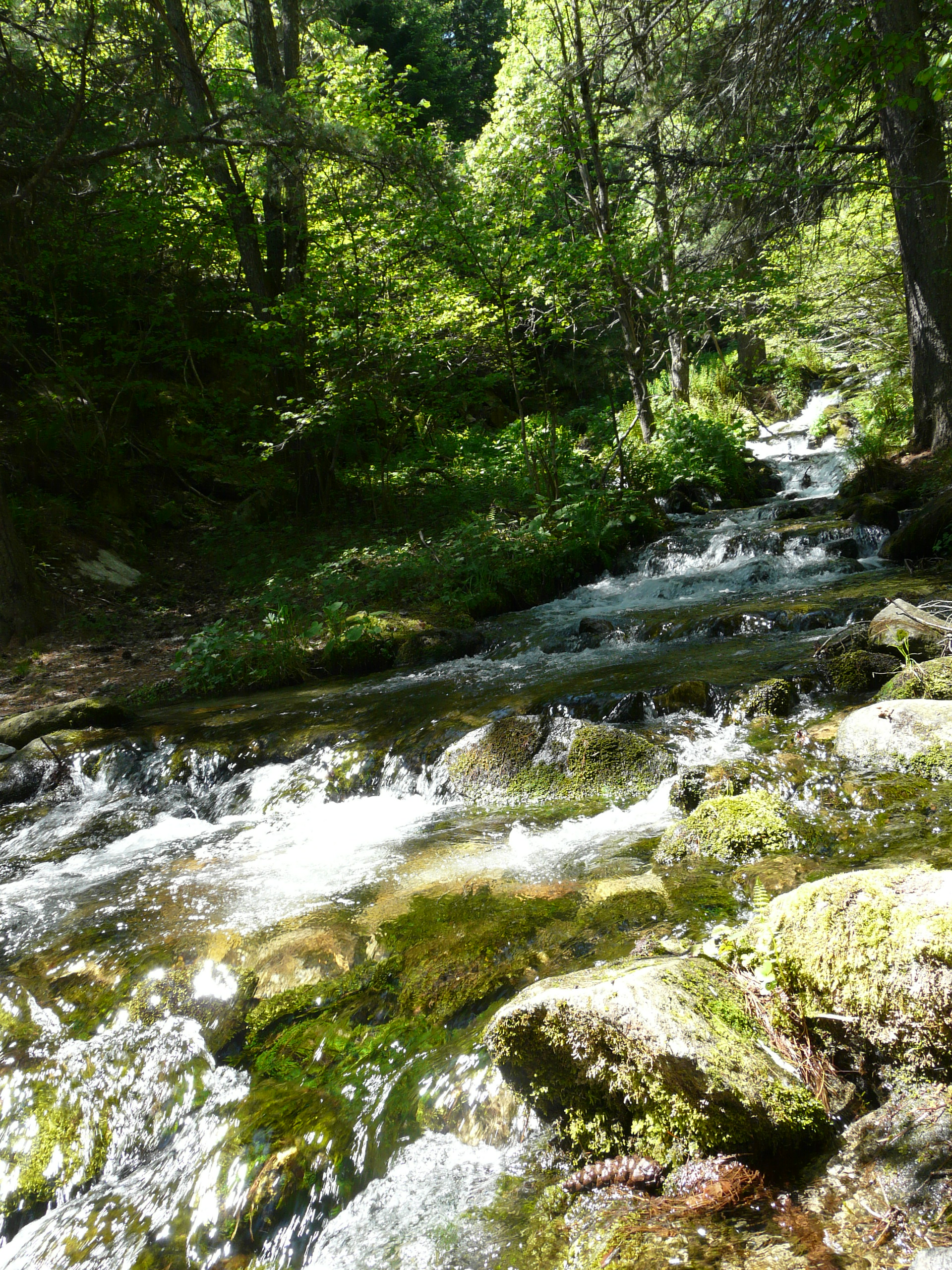
Torrent.
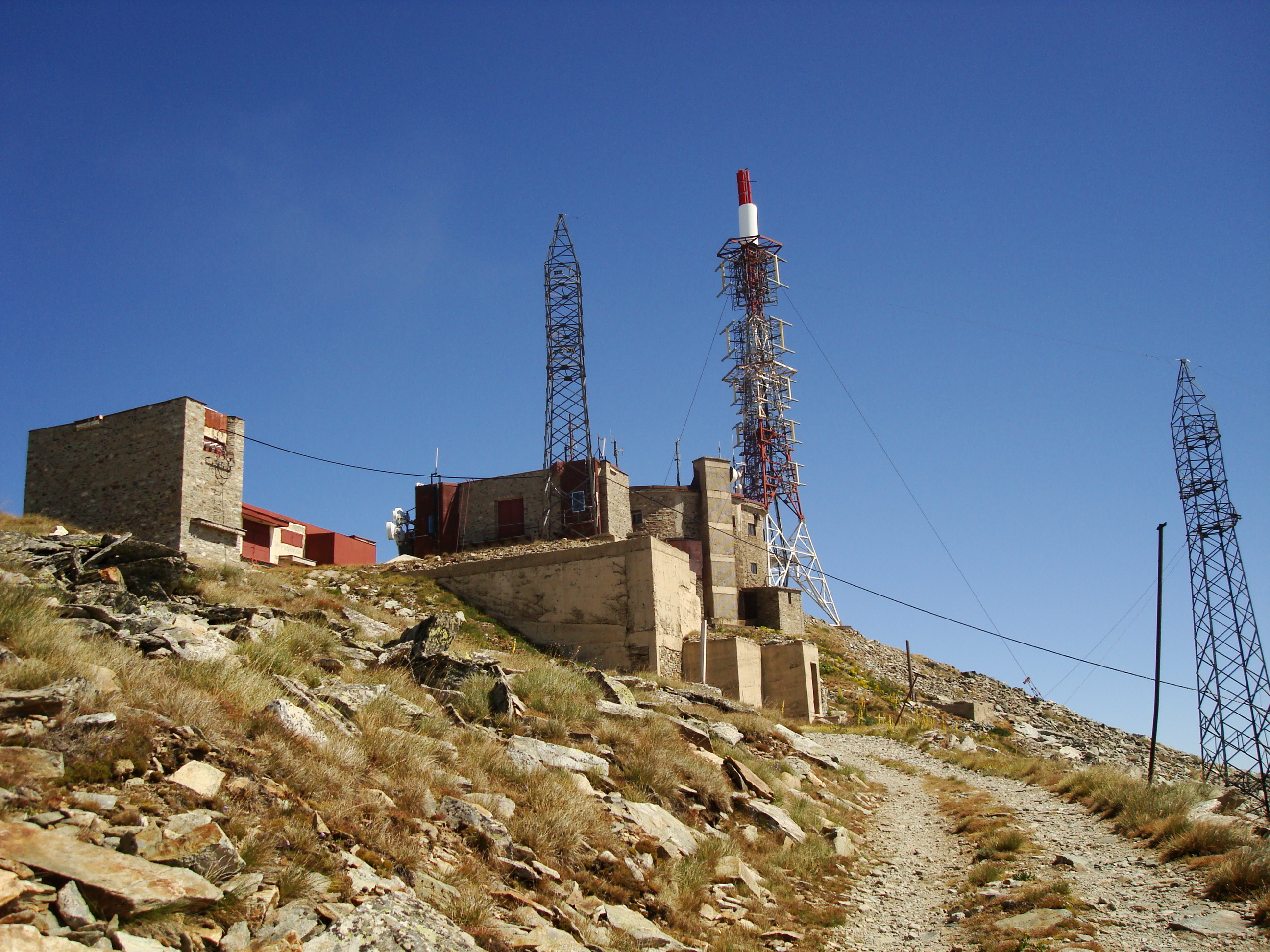
Le pic Pelister.
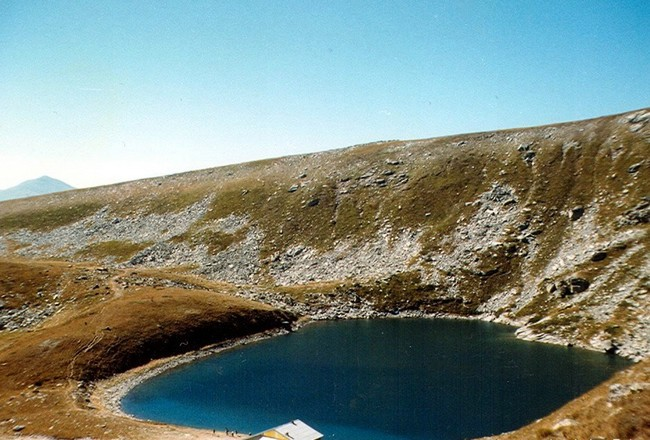
Le grand lac.
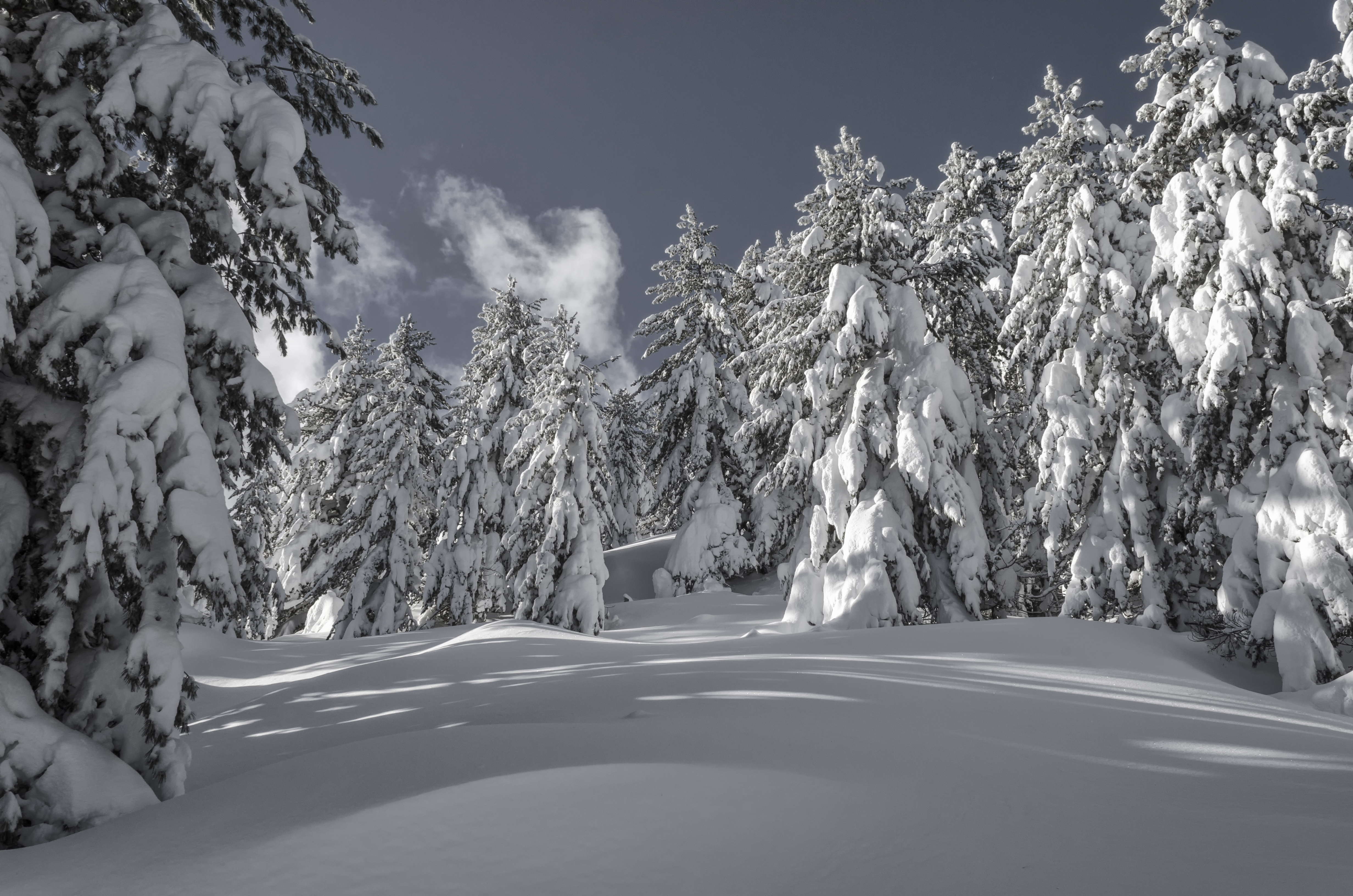
Scène d'hiver dans le parc.